# Kebu-Animere jezici
Kebu-Animere jezici. jedan od četiri glavne podskupine left bank jezika, raširenih na podrućju zapadnoafričkih država Togo i Gana. Ukupan broj govornika ovih jezika je nešto preko 57,000, od čega 56,400 (2002 SIL) otpada na jezik akebu koji se govori u Togou i svega 700 (2003) na animere u Gani.

## Klasifikacija
Nigersko-kongoanski jezici/ Niger-Congo, 
Atlantsko-kongoanski jezici/Atlantic-Congo, 
Voltaško-kongoanski jezici/ Volta-Congo, 
Kwa jezici/ Kwa, 
Left Bank jezici Left Bank, 
Kebu-Animere (2): akebu, animere.

## Vanjske poveznice
- Ethnologue (14th)
- Ethnologue (15th)